# OK Financial Group Okman Volleyball Club 2021-2022
Questa voce raccoglie le informazioni riguardanti l'OK Financial Group Okman Volleyball Club nelle competizioni ufficiali della stagione 2021-2022.

## Stagione
L'OK Financial Group Okman Volleyball Club partecipa al suo nono campionato di V-League, classificandosi al quinto posto.
In Coppa KOVO esce sconfitto in finale, perdendo contro i Woori WON.

## Organigramma societario
Area direttiva
- Presidente: Choi Yoon

Area tecnica
- Allenatore: Suk Jin-wook
- Allenatore in seconda: Kang Young-joon, Kim Chun-jae, Yoon Yeo-jin
- Assistente allenatore: Lee Doo-eon

## Rosa
| N° | Nome             | Ruolo | Data di nascita   | Nazionalità sportiva |
| -- | ---------------- | ----- | ----------------- | -------------------- |
| 1  | Park Seung-su    | S     | 30 gennaio 2002   | Corea del Sud        |
| 2  | Kwak Myoung-woo  | P     | 8 aprile 1991     | Corea del Sud        |
| 3  | Jung Seong-hyun  | L     | 18 maggio 1991    | Corea del Sud        |
| 4  | Jo Jae-sung      | O     | 1º agosto 1995    | Corea del Sud        |
| 5  | Kwon Jun-hyeong  | P     | 26 settembre 1989 | Corea del Sud        |
| 6  | Leonardo Leyva   | S     | 23 marzo 1990     | Cuba                 |
| 7  | Jo Guk-gi        | L     | 11 marzo 1989     | Corea del Sud        |
| 8  | Cha Ji-hwan      | S     | 9 maggio 1996     | Corea del Sud        |
| 9  | Kim Ung-bi       | S     | 1º dicembre 1997  | Corea del Sud        |
| 10 | Bu Yong-chan     | L     | 27 dicembre 1989  | Corea del Sud        |
| 11 | Park Won-bin     | C     | 7 aprile 1992     | Corea del Sud        |
| 12 | Jun Byeong-sun   | O     | 25 aprile 1992    | Corea del Sud        |
| 14 | Moon Ji-hoon     | C     | 11 ottobre 1997   | Corea del Sud        |
| 15 | Choi Hong-seok   | S     | 26 giugno 1988    | Corea del Sud        |
| 16 | Jin Sang-heon    | C     | 22 aprile 1986    | Corea del Sud        |
| 17 | Park Chang-seong | C     | 21 settembre 1998 | Corea del Sud        |
| 18 | Jung Sung-hwan   | C     | 23 febbraio 1996  | Corea del Sud        |
| 19 | Han Gwang-ho     | L     | 6 dicembre 1999   | Corea del Sud        |
| 20 | Kang Jeong-min   | P     | 17 febbraio 2002  | Corea del Sud        |
| 22 | Moon Chae-gyu    | C     | 17 luglio 1999    | Corea del Sud        |

## Statistiche

### Statistiche di squadra
| Competizione | Punti | In casa | In casa | In casa | In trasferta | In trasferta | In trasferta | Totale | Totale | Totale |
| Competizione | Punti | G       | V       | P       | G            | V            | P            | G      | V      | P      |
| ------------ | ----- | ------- | ------- | ------- | ------------ | ------------ | ------------ | ------ | ------ | ------ |
| V-League     | 44    | 18      | 9       | 9       | 18           | 8            | 10           | 36     | 17     | 19     |
| Coppa KOVO   | -     | -       | -       | -       | -            | -            | -            | 5      | 3      | 2      |
| Totale       | -     | 18      | 9       | 9       | 18           | 8            | 10           | 41     | 20     | 21     |

G = partite giocate; V = partite vinte; P = partite perse

### Statistiche dei giocatori
| Giocatore  | Campionato | Campionato | Campionato | Campionato | Campionato | Coppa KOVO | Coppa KOVO | Coppa KOVO | Coppa KOVO | Coppa KOVO | Totale | Totale | Totale | Totale | Totale |
| Giocatore  | P          | PT         | AV         | MV         | BV         | P          | PT         | AV         | MV         | BV         | P      | PT     | AV     | MV     | BV     |
| ---------- | ---------- | ---------- | ---------- | ---------- | ---------- | ---------- | ---------- | ---------- | ---------- | ---------- | ------ | ------ | ------ | ------ | ------ |
| Bu Y.c.    | 20         | 0          | 0          | 0          | 0          | -          | -          | -          | -          | -          | 20     | 0      | 0      | 0      | 0      |
| Cha J.h.   | 35         | 398        | 320        | 40         | 38         | 5          | 45         | 37         | 3          | 5          | 40     | 443    | 357    | 43     | 43     |
| Choi H.s.  | 20         | 16         | 14         | 2          | 0          | 5          | 45         | 37         | 6          | 2          | 25     | 61     | 51     | 8      | 2      |
| Han G.h.   | 5          | 0          | 0          | 0          | 0          | -          | -          | -          | -          | -          | 5      | 0      | 0      | 0      | 0      |
| Jin S.h.   | 27         | 84         | 56         | 26         | 2          | -          | -          | -          | -          | -          | 27     | 84     | 56     | 26     | 2      |
| Jo G.g.    | 34         | 0          | 0          | 0          | 0          | 5          | 0          | 0          | 0          | 0          | 39     | 0      | 0      | 0      | 0      |
| Jo J.s.    | 36         | 400        | 322        | 30         | 48         | 5          | 71         | 57         | 8          | 6          | 41     | 471    | 379    | 38     | 54     |
| Jung S.hw. | 17         | 31         | 20         | 10         | 1          | -          | -          | -          | -          | -          | 17     | 31     | 20     | 10     | 1      |
| Jung S.hy. | 32         | 0          | 0          | 0          | 0          | 5          | 0          | 0          | 0          | 0          | 37     | 0      | 0      | 0      | 0      |
| Jun B.s.   | 34         | 47         | 35         | 1          | 11         | 5          | 12         | 9          | 2          | 1          | 39     | 59     | 44     | 3      | 12     |
| Kang J.m.  | 3          | 1          | 1          | 0          | 0          | -          | -          | -          | -          | -          | 3      | 1      | 1      | 0      | 0      |
| Kim U.b.   | 27         | 28         | 25         | 1          | 2          | 5          | 35         | 29         | 2          | 4          | 32     | 63     | 54     | 3      | 6      |
| Kwak M.w.  | 33         | 53         | 9          | 39         | 5          | 5          | 15         | 3          | 10         | 2          | 38     | 68     | 12     | 49     | 7      |
| Kwon J.h.  | 23         | 9          | 4          | 5          | 0          | 3          | 2          | 1          | 1          | 0          | 26     | 11     | 5      | 6      | 0      |
| L. Leyva   | 30         | 870        | 766        | 44         | 60         | -          | -          | -          | -          | -          | 30     | 870    | 766    | 44     | 60     |
| Moon J.h.  | 17         | 42         | 28         | 11         | 3          | 5          | 11         | 6          | 3          | 2          | 22     | 53     | 34     | 14     | 5      |
| Park C.s.  | 20         | 56         | 35         | 13         | 8          | 5          | 38         | 31         | 6          | 1          | 25     | 94     | 66     | 19     | 9      |
| Park S.s.  | 31         | 94         | 73         | 10         | 11         | -          | -          | -          | -          | -          | 31     | 94     | 73     | 10     | 11     |
| Park W.b.  | 32         | 108        | 50         | 54         | 4          | 4          | 18         | 9          | 6          | 3          | 36     | 126    | 59     | 60     | 7      |

P = presenze; PT = punti totali; AV = attacchi vincenti; MV = muri vincenti; BV = battute vincenti